# Maresciallo della Federazione Russa
Maresciallo della Federazione Russa (russo: Маршал Российской Федерации, Maršal Rossijskoj Federacii) è il più alto grado delle Forze armate della Federazione Russa, creato nel 1993 in seguito alla dissoluzione dell'Unione Sovietica. Il grado è immediatamente superiore a quello di generale dell'Armata e di ammiraglio della flotta ed è considerato il successore del titolo di maresciallo dell'Unione Sovietica.
Il grado di maresciallo della Federazione Russa è più o meno equivalente a quello di General of the Army dell'esercito americano e  di feldmaresciallo del britannico.
Il primo e unico ufficiale ad avere ricoperto questa carica è l'ex ministro della Difesa Igor Dmitrievič Sergeev, che nel 1997 era stato promosso da comandante delle Forze missilistiche strategiche a Maresciallo; dal 2006, anno della sua morte il grado non è stato più assegnato.

## Distintivo
Il distintivo del grado di maresciallo della Federazione Russa è simile a quello di maresciallo dell'Unione Sovietica , con lo stemma sovietico sostituito da quello russo. Gli ufficiali che venivano promossi a tale grado indossano la stella di maresciallo.

Distintivi di grado di Maresciallo della Federazione Russa
controspallina uniforme da parata (1994-2010)
controspallina uniforme di servizio (1994-2010)
controspallina uniforme da campo (1994-2010)
Stella di maresciallo - Grande
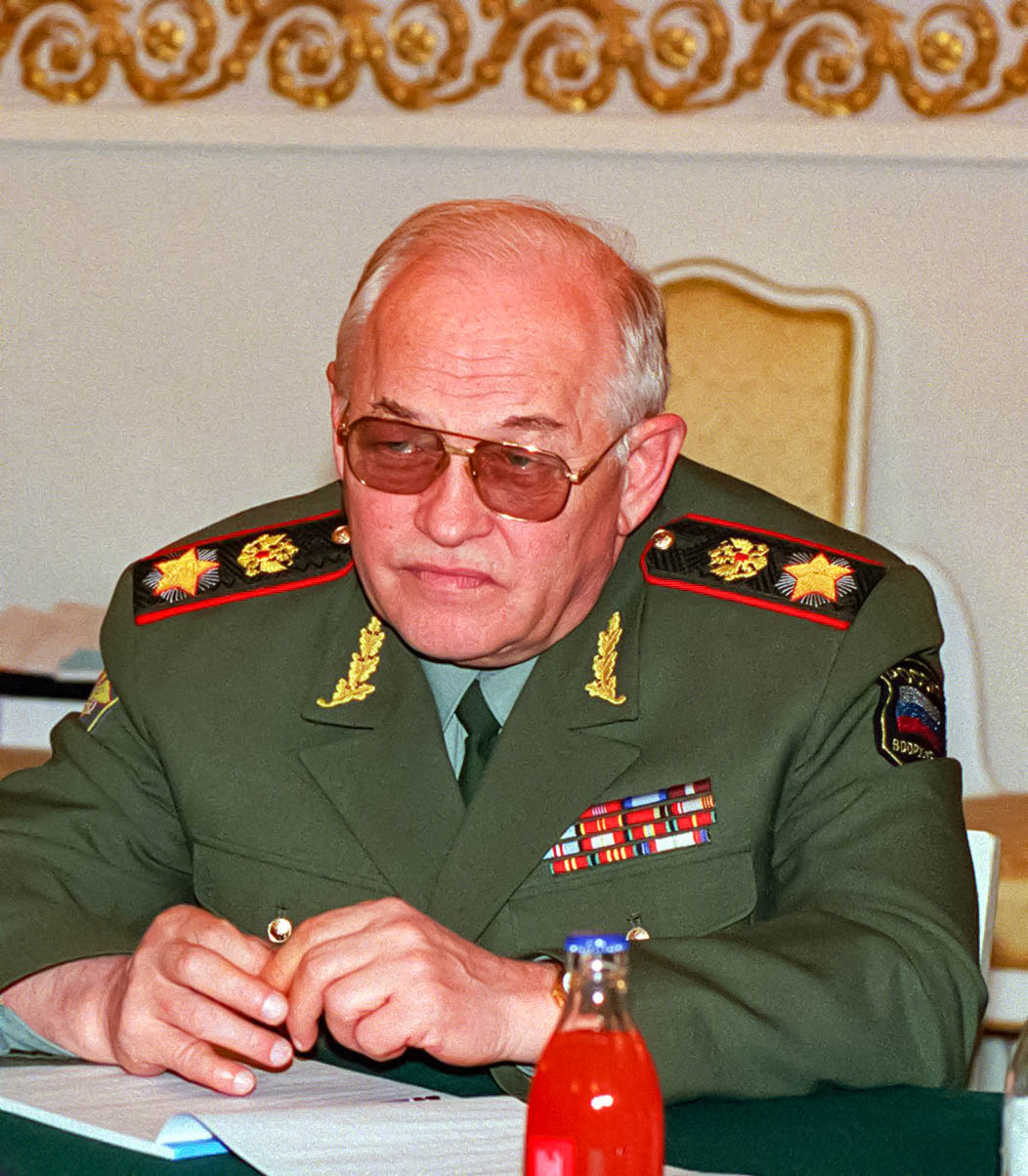
Maresciallo della Federazione Russa Igor' Dmitrievič Sergeev